# II liga polska w hokeju na lodzie (1979/1980)
II liga polska w hokeju na lodzie 1979/1980 – 25. sezon drugiego poziomu ligowego hokeja na lodzie w Polsce rozegrany na przełomie 1979 i 1980 roku.

## Formuła
W II lidze 1979/1980 wzięło udział 10 drużyn. Spadkowiczem z I ligi był Stoczniowiec Gdańsk, a beniaminkami awansującymi z III ligi były drużyny GKS Jastrzębie i Boruta Zgierz.
Awans do I ligi w sezonie 1980/1981 uzyskał zespół Budowlani Bydgoszcz.

## Wyniki
| - I dwumecz – 13-15.X.1979: - Boruta Zgierz – Stal Sanok 4:5 (1:4, 1:0, 2:1), 1:7 (0:1, 0:3, 1:3) - Budowlani Bydgoszcz – KTH Krynica 13:1, 11:2 - GKS Jastrzębie – Stoczniowiec Gdańsk 2:4, 1:5 - Polonia Bytom – Pomorzanin Toruń 2:0, 7:1 - Unia Oświęcim – Cracovia 4:9, 5:1 - II dwumecz – 20-21.X.1979: - Stal Sanok – Pomorzanin Toruń 5:2 (0:0, 3:2, 2:0), 3:0 (0:0, 2:0, 1:0) - Boruta Zgierz – Budowlani Bydgoszcz 0:4, 2:12 - Stoczniowiec Gdańsk – Polonia Bytom 4:3, 3:4 - KTH Krynica – Unia Oświęcim 5:2, 1:8 - Cracovia – GKS Jastrzębie 9:0, 6:4 - III dwumecz – 27-28.X.1979: - Budowlani Bydgoszcz – Stal Sanok 8:4 (4:0, 3:4, 1:0), 2:1 (2:0, 0:1, 0:0) - Polonia Bytom – Cracovia 4:3, 1:4 - GKS Jastrzębie – KTH Krynica 2:3, 5:1 - Unia Oświęcim – Boruta Zgierz 10:2, 9:3 - Pomorzanin Toruń – Stoczniowiec Gdańsk 1:6, 4:1 - IV dwumecz – 03-04.XI.1979: - Stal Sanok – Stoczniowiec Gdańsk 3:2 (1:0, 0:1, 2:1), 1:3 (1:0, 0:1, 0:2) - Budowlani Bydgoszcz – Unia Oświęcim 7:3, 10:2 - Cracovia – Pomorzanin Toruń 5:3, 13:4 - Boruta Zgierz – GKS Jastrzębie 2:4, 2:1 - KTH Krynica – Polonia Bytom 1:3, 3:3 - V dwumecz – 10-11.XI.1979: - Unia Oświęcim – Stal Sanok 9:1, 3:4 - GKS Jastrzębie – Budowlani Bydgoszcz 1:5, 2:5 - Polonia Bytom – Boruta Zgierz 7:2, 9:1 - Pomorzanin Toruń – KTH Krynica 4:4, 1:4 - Stoczniowiec Gdańsk – Cracovia 2:2, 9:9 - VI dwumecz – 17-18.XI.1979: - Stal Sanok – Cracovia 3:5 (0:2, 1:0, 2:3), 7:5 (3:0, 3:3, 1:2) - Unia Oświęcim – GKS Jastrzębie 3:8, 4:4 - Budowlani Bydgoszcz – Polonia Bytom 3:2, 5:2 - Boruta Zgierz – Pomorzanin Toruń 2:6, 4:5 - KTH Krynica – Stoczniowiec Gdańsk 3:9, 2:7 - VII dwumecz – 24-25.XI.1979: - GKS Jastrzębie – Stal Sanok 7:5 (2:0, 3:2, 1:2), 6:7 (1:3, 1:3, 4:1) - Polonia Bytom – Unia Oświęcim 8:4, 12:3 - Stoczniowiec Gdańsk – Boruta Zgierz 12:1, 17:3 - Cracovia – KTH Krynica 6:4, 4:4 - Pomorzanin Toruń – Budowlani Bydgoszcz 4:4, 4:6 - VIII dwumecz – 01-02.XII.1979: - Stal Sanok – KTH Krynica 4:4 (3:4, 1:0, 0:0), 6:2 (2:0, 3:1, 1:1) - Budowlani Bydgoszcz – Stoczniowiec Gdańsk 4:6, 4:5 - GKS Jastrzębie – Polonia Bytom 4:8, 3:6 - Unia Oświęcim – Pomorzanin Toruń 5:2, 2.6 - Boruta Zgierz – Cracovia 0:18, 1:9 - IX dwumecz – 05-06.I.1980: - Polonia Bytom – Stal Sanok 6:3 (3:2, 1:0, 2:1), 7:1 (1:0, 5:0, 1:1) - Cracovia – Budowlani Bydgoszcz 1:3, 6:3 - Unia Oświęcim – Stoczniowiec Gdańsk 3:11, 3:3 - KTH Krynica – Boruta Zgierz 7:1, 7:3 - Pomorzanin Toruń – GKS Jastrzębie |  | - I dwumecz – 12-13.I.1979: - Stal Sanok – Boruta Zgierz 3:2 (0:1, 2:1, 1:0), 13:1 (5:0, 4:0, 4:1) - KTH Krynica – Budowlani Bydgoszcz 1:5, 1:8 - Stoczniowiec Gdańsk – GKS Jastrzębie 10:2, 3:2 - Pomorzanin Toruń – Polonia Bytom 0:2, 3:2 - Cracovia – Unia Oświęcim 5:3, 2:6 - II dwumecz – 19-20.I.1980: - Pomorzanin Toruń – Stal Sanok 9:2 (4:1, 4:0, 1:1), 3:3 (2:1, 0:0, 1:2) - Budowlani Bydgoszcz – Boruta Zgierz 11:0, 12:1 - Polonia Bytom – Stoczniowiec Gdańsk 1:3, 0:3 - Unia Oświęcim – KTH Krynica 6:3, 4:2 - GKS Jastrzębie – Cracovia 7:5, 2:2 - III dwumecz – 26-27.I.1980: - Stal Sanok – Budowlani Bydgoszcz 0:3 (0:1, 0:1, 0:1), 2:10 (0:3, 1:4, 1:3): - Cracovia – Polonia Bytom 10:3, 4:4 - KTH Krynica – GKS Jastrzębie 4:1, 10:0 - Boruta Zgierz – Unia Oświęcim 0:8, 0:2 - Stoczniowiec Gdańsk – Pomorzanin Toruń 4:5, 9:3 - IV dwumecz – 02-03.II.1980: - Stoczniowiec Gdańsk – Stal Sanok 3:6 (1:0, 0:1, 2:5), 6:3 (3:1, 1:0, 2:1) - Unia Oświęcim – Budowlani Bydgoszcz 3:6, 1:2 - Pomorzanin Toruń – Cracovia 2:3, 3:5 - GKS Jastrzębie – Boruta Zgierz 5:0, 8:1 - Polonia Bytom – KTH Krynica 11:1, 7:2 - V dwumecz – 16-17.III.1980: - Stal Sanok – Unia Oświęcim 4:2 (1:1, 3:1, 0:0), 2:2 (0:0, 1:1, 1:1) - Budowlani Bydgoszcz – GKS Jastrzębie 8:1, 4:1 - Boruta Zgierz – Polonia Bytom 1:7, 1:7 - KTH Krynica – Pomorzanin Toruń 7:4, 6:6 - Cracovia – Stoczniowiec Gdańsk 4:8 (2:4, 0:2, 2:2), 6:2 - VI dwumecz – 23-24.II.1980: - Cracovia – Stal Sanok 7:2 (1:1, 1:1, 5:0), 7:2 (3:1, 4:1, 0:0) - GKS Jastrzębie – Unia Oświęcim 5:6, 12:3 - Polonia Bytom – Budowlani Bydgoszcz 4:2, 3:0 - Pomorzanin Toruń – Boruta Zgierz 6:3, 7:0 - Stoczniowiec Gdańsk – KTH Krynica 11:2 (6:0, 4:1, 1:1), 5:1 (0:0, 1:1, 4:0) - VII dwumecz – 01-02.III.1980: - Stal Sanok – GKS Jastrzębie 6:4 (2:1, 3:1, 1:2), 1:1 (0:0, 0:1, 1:0) - Unia Oświęcim – Polonia Bytom 2:4, 2:9 - Boruta Zgierz – Stoczniowiec Gdańsk 2:11, 6:9 - KTH Krynica – Cracovia 0:3, 5:6 - Budowlani Bydgoszcz – Pomorzanin Toruń 1:3, 7:3 - VIII dwumecz – 29-30.III.1980: - KTH Krynica – Stal Sanok 5:4, 9:3 - Stoczniowiec Gdańsk – Budowlani Bydgoszcz 2:4, 8:1 - Polonia Bytom – GKS Jastrzębie 2:5, 3:5 - Pomorzanin Toruń – Unia Oświęcim 4:3, 4:2 - Cracovia – Boruta Zgierz 5:3, 10:6 - IX dwumecz – 20-21.III.1980: - Stal Sanok – Polonia Bytom 0:7 (0:4, 0:2, 0:1), 1:10 (0:4, 0:1, 1:5) - Budowlani Bydgoszcz – Cracovia 5:0 (0:0, 2:0, 3:0), 9:2 (4:2, 2:0, 3:0) - Stoczniowiec Gdańsk – Unia Oświęcim 7:3, 7:3 - Boruta Zgierz – KTH Krynica 4:3, 3:3 - GKS Jastrzębie – Pomorzanin Toruń 6:5, 1:1 |

### Tabela
| Lp. | Zespół              | M  | Pkt | W  | R | P  | G + | G - | +/-  |
| --- | ------------------- | -- | --- | -- | - | -- | --- | --- | ---- |
| 1   | Budowlani Bydgoszcz | 36 | 57  |    |   |    | 207 | 83  | +124 |
| 2   | Stoczniowiec Gdańsk | 36 | 54  |    |   |    | 218 | 110 | +108 |
| 3   | Polonia Bytom       | 36 | 50  |    |   |    | 178 | 93  | +85  |
| 4   | Cracovia            | 36 | 49  |    |   |    | 200 | 133 | +67  |
| 5   | Pomorzanin Toruń    | 36 | 33  |    |   |    | 131 | 144 | -13  |
| 6   | Stal Sanok          | 36 | 32  | 14 | 4 | 18 | 126 | 168 | -42  |
| 7   | Unia Oświęcim       | 36 | 27  |    |   |    | 143 | 173 | -30  |
| 8   | GKS Jastrzębie      | 36 | 27  |    |   |    | 129 | 160 | -31  |
| 9   | KTH Krynica         | 36 | 26  |    |   |    | 127 | 183 | -56  |
| 10  | Boruta Zgierz       | 36 | 5   |    |   |    | 63  | 280 | -217 |

- = awans do I ligi
- = spadek do III ligi